# Melissa Jefferson-Wooden
Melissa Jefferson-Wooden (ogift Jefferson), född 21 februari 2001, är en amerikansk friidrottare som tävlar i kortdistanslöpning.

## Karriär
Vid VM 2022 i Eugene och vid världsmästerskapen i friidrott 2023 i Budapest ingick Jefferson i USA:s stafettlag på 4 × 100 meter som tog hem guldmedaljen. Vid OS 2024 tog hon brons på 100 meter.